# غوتليب بيرغر
غوتليب بيرغر (بالإنجليزية: Gottlieb Berger) هو سياسي أمريكي، ولد في 3 أكتوبر 1885 في موراي في الولايات المتحدة، وتوفي بنفس المكان في 14 ديسمبر 1973.